# Nacaduba kurava
Nacaduba kurava är en fjärilsart som beskrevs av Moore 1857. Nacaduba kurava ingår i släktet Nacaduba och familjen juvelvingar. Inga underarter finns listade i Catalogue of Life.

## Bildgalleri

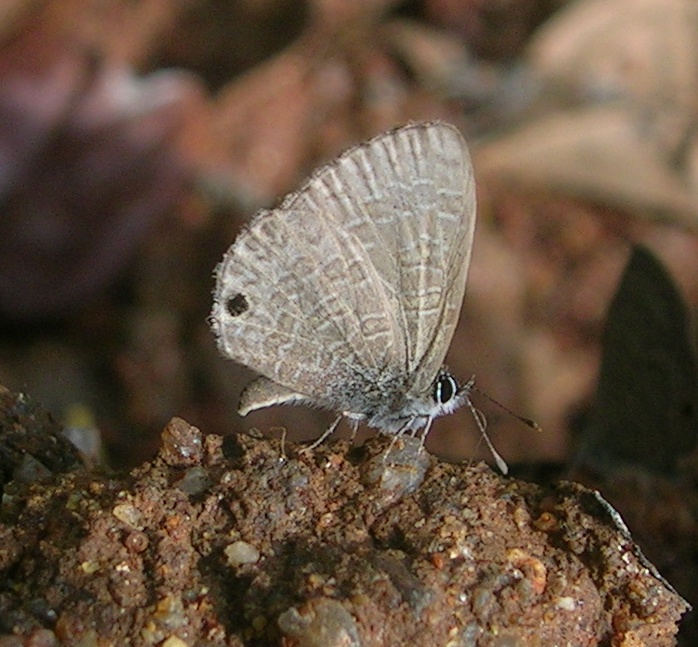